# 八點灰燈蛾
八點灰燈蛾（學名：Creatonotos transiens），又名八點燈蛾或灰白燈蛾，是灰燈蛾屬下的一種蛾，發現於亞洲東部。

## 亞種
白點灰燈蛾有5個亞種：
- Creatonotos transiens transiens（印度、巴基斯坦北部）
- Creatonotos transiens albina (Daniel, 1971)（阿富汗）
- Creatonotos transiens koni (Miyake, 1909)（日本）
- Creatonotos transiens sundana (Nakamura, 1976)（西比路島、巴厘島、龍目島）
- Creatonotos transiens vacillans (Walker, 1855)（中國、臺灣、印度尼西亞、馬來半島、蘇門答臘島、婆羅洲）